# Wheaton (Illinois)
Wheaton ist eine Stadt und Verwaltungssitz des DuPage County im US-amerikanischen Bundesstaat Illinois. Im Jahr 2000 hatte Wheaton 55.416 Einwohner und eine Fläche von 29,2 km². Sie liegt in der Metropolregion Chicago, rund 40 km westlich der Innenstadt von Chicago.

## Geschichte
Der Ort wurde im Jahr 1837 gegründet. Im Jahr 1848 wurde in Wheaton ein Eisenbahndepot gebaut. Im Jahr 1857 verlor der Ort die Abstimmung, ob sich die Countyverwaltung in Wheaton oder in Naperville befinden soll. Die erneute Abstimmung im Jahr 1867 wurde mit dem Stimmenverhältnis 1.686 zu 1.635 gewonnen. Im Jahr 1868 wurde das Gerichtsgebäude fertiggestellt.
Naperville lehnte die Herausgabe des Countyarchivs ab. Das Archiv wurde in Chicago aufbewahrt, wo es 1871 im Großen Brand von Chicago zerstört wurde.
Im Jahr 1873 wurde in Wheaton ein Buchladen eröffnet, aus dem später die Buchhandelskette Barnes & Noble hervorging.
Die Einwohnerzahl wuchs von den 1950er Jahren bis zum Anfang der 1990er Jahre schnell. Im Jahr 1975 wurde das Wheaton Center mit 758 Wohnungen gebaut; von sechs Gebäuden haben zwei je 20 Etagen.

## Verkehr
Das Bahnnetz der um Chicago tätigen Northeast Illinois Regional Commuter Railroad Corporation beinhaltet zwei Bahnstationen im Stadtgebiet von Wheaton. Die Stadt wird außerdem durch die Bahnlinie Union Pacific/West Line mit Chicago verbunden.

## Bildung
In Wheaton ist das private evangelikale Wheaton College mit fast 3000 Studenten tätig. Es wurde im Jahr 1860 durch den Methodisten Jonathan Blanchard (1811–1892) gegründet. Zu den bekanntesten Alumni des Colleges gehören Daniel Coats, William Lane Craig, Wes Craven und Billy Graham.

## Kultur
In der Stadt ist das im Jahr 1925 erbaute Wheaton Grand Theater aktiv. Es wurde bis zum Jahr 2002 renoviert und befindet sich seit 2005 unter Denkmalschutz (National Register of Historic Places).

## Persönlichkeiten

### Söhne und Töchter der Stadt
- Pearl Kendrick (1890–1980), Bakteriologin
- Elmer Joseph Hoffman (1899–1976), Politiker
- Grote Reber (1911–2002), Radioastronom
- J. Laurie Snell (1925–2011), Mathematiker
- Dennis Dugan (* 1946), Schauspieler und Regisseur
- Shane Acker (* 1971), Trickfilmregisseur, Drehbuchautor, Filmproduzent, und Animator
- Tami Erin (* 1974), Schauspielerin und Model
- Christopher Richard Stringini („Richie“; * 1986), Sänger der Boyband US5
- Jaime French (* 1989), Fußballspielerin
- Ryan Dzingel (* 1992), Eishockeyspieler
- Jeffrey Jendryk (* 1995), Volleyballspieler

### Persönlichkeiten mit Bezug zur Stadt
- Red Grange (1903–1991), Footballspieler (in Wheaton aufgewachsen)
- Gilbert Bilezikian (* 1927), französisch-US-amerikanischer Baptistenpastor, Autor und Professor am Wheaton College 1973–1992
- John Belushi (1949–1982), Schauspieler, Komiker und Musiker
- Bob Woodward (* 1943), investigativer Journalist („Watergate“), wuchs in Wheaton auf

## Quelle
1. ↑  Clyde Samuel Kilby: Minority of one. The biography of Jonathan Blanchard, Grand Rapids 1959